# Гепецкий, Василий Васильевич
Василий Васильевич Гепецкий (Добров-Гепецкий) (4(16) апреля 1872, Кишинёв — не ранее 1914) — русский оперный певец (бас).

## Биография
Сын священника. В 1889—1895 годах обучался пению в Московской консерватории под руководством Е. А. Лавровской. До 1904 выступал на сценах провинциальных театров. В 1904—1906 годах — солист московского Большого театра, дебютировал в партии Светозара (опера «Руслан и Людмила» М. Глинки).
Позднее пел в московском театре Солодовникова (1907—1908) и Перми (1912—1913).
Участник первого исполнения кантаты «На 10-летие коронования» А. Аренского (23 октября 1893) и квартета «Ночь» П. Чайковского (6 ноября 1893, под управлением В. Сафонова, в ансамбле с Е. Збруевой и М. Чупрынниковым).

## Избранные оперные партии
- Светозар (опера «Руслан и Людмила» М. Глинки);
- Нарумов («Пиковая дама» П. Чайковского;
- Архип («Дубровский» Э. Ф. Направника);
- Севирус («Нерон» А. Рубинштейна),
- Гектор,
- Ротный.